# Antoine Bouwens
Antonius ("Antoine") Hubertus Maria Bouwens (Hunsel, 22 mei 1876 – Beverwijk, 28 maart 1963) was een Nederlandse schutter, die tweemaal voor Nederland deelnam aan de Olympische Spelen.

## Biografie
Bouwens was reiziger van beroep, maar later noemde hij zich boterhandelaar. Hij was lid van de Scherpschutters Vereniging Oranje Nassau in Den Haag.
Hij was lid van de Nederlandse Olympische ploeg die deelnam aan de Olympische Spelen van 1900 in Parijs. Op deze Spelen kwam hij uit op de individuele onderdelen geweer/liggend (26e), geweer/geknield (11e), geweer/staand (28e) en revolver 50 meter (15e). In het totaalklassement geweer individueel, drie houdingen werd hij 27e. Zijn grootste succes op deze Spelen was echter een bronzen medaille die hij behaalde met de teamrevolver, 50 meter. Dit team bestond, behalve Bouwens, uit Dirk Boest Gips, Henrik Sillem, Solko van den Bergh en Anthony Sweijs.
Bouwens was met deze bronzen medaille de eerste Nederlands Limburger in de geschiedenis van de Olympische Spelen die een medaille won.
Zijn tweede deelname aan de Olympische Spelen was in 1920 in Antwerpen. Hij nam hier deel aan de nummers individueel vrij pistool, 50 meter en individueel militair geweer, drie posities 300 en 600 meter. Met het team behaalde hij respectievelijk een 12e, 9e, 10e en 13e plaats.
Hij won ook diverse medailles bij de Wereldkampioenschappen schieten, zoals een zilveren op het nummer snelvuurgeweer in 1901 voor teams en een individuele gouden medaille op het nummer militair geweer in 1914.
Zijn broer Herman Bouwens was eveneens schutter en als zodanig ook deelnemer aan de Spelen van 1920.